# Turdinule de Pasquier
Napothera pasquieri
Espèce
Statut de conservation UICN

 EN  : En danger
La Turdinule de Pasqiuer (Napothera pasquieri) est une espèce de passereaux de la famille des Pellorneidae.

## Répartition et habitat
Cet oiseau est endémique du nord du Viêt Nam (chaîne du Fansipan). Il peuple les forêts sempervirentes entre 1 220 et 2 000 m d'altitude. On l’observe généralement par paires, cachés dans les sous-bois au sol ou à proximité.

## Description
C'est un petit oiseau (11–12 cm) presque sans queue avec un bec très long et légèrement courbé vers le bas et une gorge blanche clairement délimitée. Son corps est brun rougeâtre foncé sur la calotte, le cou, les côtés de la tête, le haut de la croupe, le dessus des ailes et la queue, sur le dos plus brun foncé et brun ocre sur le dessous sous la gorge. Le plumage est couvert de rayures beiges, mais pas sur les ailes et la queue.

## Régime
Il se nourrit d'invertébrés.

## Taxinomie
Le nom valide complet (avec auteur) de ce taxon est Napothera pasquieri (Delacour & Jabouille, 1930).
L'espèce a été initialement classée dans le genre Rimator sous le protonyme Rimator pasquieri Delacour & Jabouille, 1930,.
Ce taxon porte en français le nom vernaculaire ou normalisé suivant : Turdinule de Pasquier.
Napothera pasquieri a pour synonyme :
- Rimator pasquieri Delacour & Jabouille, 1930

Certaines sources le traitent comme une sous-espèce de Napothera malacoptila, présente dans l'Est de l'Himalaya.[réf. nécessaire]

### Étymologie
Son épithète spécifique, pasquieri, lui a été donnée en l'honneur de Pierre Pasquier, gouverneur général de l'Indochine française.

### Publication originale
- J. Delacour et P. Jabouille, Description de trente oiseaux de l'Indochine française, Paris, Société Nationale d'Acclimatation de France, 1930, 16 p. (lire en ligne), p. 9.